# Rijswijk
Rijswijk é um município dos Países Baixos, situado na província da Holanda do Sul. Tem 14,49 km² de área e sua população em 2020 foi estimada em 54.855 habitantes.